# Козельці українські
{{#ifeq:0|0|{{#if:|{{#if:Tragopogonucrainicus|[[]}}|}}}}
Козельці українські (Tragopogon ucrainicus) — вид рослин з родини айстрових (Asteraceae), поширений у Білорусі, Росії, Україні.

## Опис
Дворічна трав'яниста рослина 30–100 см завдовжки. Рослини б. м. густо-сіро-повстяні. Стебла поодинокі, часто від основи пірамідально-гіллясті. Прикореневі листки вужчі від стеблових, лінійні; верхні й середні стеблові листки поступово загострені й часто на верхівках закручені в спіраль. Листочки обгортки (біля основи суцвіття) ланцетні, 3.5–5 мм шириною, тонко загострені, в числі 7(8), коротші від квіток, рідше рівні їм.

## Поширення
Поширений у Білорусі, Росії, Україні.
В Україні вид зростає на річкових пісках — на Поліссі, в Лісостепу і пн. ч. Степу, звичайно.